# Pirates of the Caribbean: The Curse of the Black Pearl
Pirates of the Caribbean: The Curse of the Black Pearl (titulada Piratas del Caribe: La maldición de la Perla Negra en España y Piratas del Caribe: La maldición del Perla Negra en Hispanoamérica) es una película de aventuras estrenada en 2003, primera entrega de Piratas del Caribe, inspirada directamente por la atracción mecánica Pirates of the Caribbean de los parques temáticos Disneyland. Dirigida por Gore Verbinski y producida por Jerry Bruckheimer, la historia cuenta las aventuras que viven el herrero Will Turner (Orlando Bloom) y el excéntrico capitán pirata Jack Sparrow (Johnny Depp) para rescatar a Elizabeth Swann (Keira Knightley), hija del gobernador de Port Royal, que ha sido secuestrada por la tripulación maldita del barco pirata Perla Negra, capitaneado por Hector Barbossa (Geoffrey Rush).
Jay Wolpert escribió el primer guion basado en la atracción del parque temático en 2001 y Stuart Beattie lo reescribió en 2002. Por esas fechas, el productor Jerry Bruckheimer se involucró en el proyecto; Ted Elliott y Terry Rossio acabaron el libreto, introduciendo la trama de la maldición sobrenatural. El rodaje comprendió desde octubre de 2002 hasta marzo de 2003 en San Vicente y las Granadinas y en decorados construidos en Los Ángeles, California.
El estreno mundial se realizó en Disneyland Resort de Anaheim, California, el 28 de junio de 2003. The Curse of the Black Pearl fue un inesperado éxito, con críticas favorables y una recaudación que superó los 653 millones de dólares en todo el mundo. La película se convirtió en la primera de una exitosa serie de películas, con dos secuelas rodadas a la vez, Dead Man's Chest y Piratas del Caribe: en el fin del mundo, estrenadas en 2006 y 2007, una cuarta secuela, On Stranger Tides, en 2011 y una quinta, Piratas del Caribe: La venganza de Salazar, en 2017. La película original fue nominada a cinco Premios Óscar, incluyendo el de Mejor Actor para Depp.
Fue el primer filme de Walt Disney Pictures en clasificarse como PG-13 (No recomendada a menores de 13 años), debido a las escenas de acción y aventura violentas por parte de la Asociación Cinematográfica de Estados Unidos.

## Argumento
Elizabeth Swann tenía doce años cuando navegaba junto a su padre, el noble gobernador Weatherby Swann, y el oficial James Norrington rumbo a Port Royal (a que en realidad el gobernador británico residía en Kingston desde 1692 Inglaterra). Durante la travesía estos encontraron los restos de un barco atacado por piratas y a un niño llamado William Turner flotando a la deriva con un extraño medallón dorado colgando del cuello. Una vez el chico estuvo a salvo en su barco y temiendo que el medallón lo identificase como un pirata, Elizabeth lo tomó y lo conservó sin decirle nada a nadie. Aparentemente solo ella parece vislumbrar entre la niebla cómo un misterioso barco con velas negras abandonaba el lugar del desastre.
Ocho años después, Elizabeth vive acomodada en el palacio de Port Royal, junto a su padre, que es el gobernador de la isla al servicio del Imperio británico. Will Turner trabaja como aprendiz de herrero y siente algo por Elizabeth, aunque su baja clase social le impide tener el valor de acercarse a ella, que también parece mostrar algo de interés por él. Ajeno a todo ello, el capitán pirata Jack Sparrow llega al muelle de Port Royal en una pequeña embarcación, que acaba por hundirse. Al poner pie en el muelle le piden una tarifa de atraque y su nombre para poder acceder a la ciudad, pero Jack soborna al cobrador para que no deje ningún nombre. La ciudad celebra la ceremonia de ascenso a comodoro de James Norrington, para la cual Elizabeth se pone un vestido que su padre le ha traído especialmente de Londres, pues alberga la esperanza de que ella y Norrington entablen una relación amorosa. Efectivamente, al finalizar la ceremonia este propone matrimonio a la hija del gobernador, pero el encorsetado vestido juega una mala jugada a Elizabeth, y la falta de oxígeno causa que esta se desmaye, cayendo por un acantilado hacia el océano. Al contacto con el agua el medallón dorado que llevaba al cuello, escondido a la vista de los demás, produce un pequeño pulso de llamado que atraviesa toda la costa. El comodoro Norrington ve horrorizado cómo su amada ha caído al océano y trata de lanzarse a rescatarla, pero la altura del acantilado y las rocas, que milagrosamente Elizabeth ha esquivado, lo hacen desistir de su empeño de lanzarse desde ahí, por lo que decide mejor correr hasta el puerto con sus soldados.
Jack Sparrow, quien está en el muelle tratando de hacerse con un barco, había observado la caída y se lanza al rescate de Elizabeth. Jack se da cuenta de que el vestido que lleva ella es demasiado pesado y resulta casi imposible mantenerla a flote, por lo que se las ingenia para quitárselo y dejarla solo con el canesú interior. Cuando consigue llevarla a tierra firme, Elizabeth sigue inconsciente y todos temen por su vida, pues tampoco está respirando. En un alarde de ingenio Jack rasga el corsé que lleva, permitiéndole respirar y escupir el agua ingerida. Aunque ha salvado la vida de Elizabeth, el comodoro y el gobernador, que ya han conseguido llegar donde están, no se conmueven y pretenden apresar a Jack por ser un conocido pirata. Elizabeth no está dispuesta a que arresten al hombre que la ha rescatado y se interpone entre Sparrow y las armas que a este le apuntaban. Jack, quien tampoco está dispuesto a ser llevado a la horca, aprovecha la ocasión para tomarla como rehén y librarse así de la justicia. Pero sus esfuerzos por escapar de los guardias terminan siendo en vano, ya que poco después es arrestado en la herrería donde trabaja Will Turner, tras una lucha a espada entre ambos. Esa misma noche, Port Royal es atacado por el misterioso barco pirata Perla Negra y toda la ciudad se sume en el caos. Elizabeth es perseguida en su casa por los piratas Pintel y Ragetti, que dicen buscar algo que les pertenece y que está en su posesión: el medallón. Cuando la encuentran, ella invoca el derecho de Parley, por lo que sus perseguidores la llevan ante el capitán Hector Barbossa, como dicta el código. Creyendo que es mejor no revelar su condición de hija del gobernador, Elizabeth se hace pasar por sirvienta y usa el apellido de Will, presentándose entonces ante el capitán como Elizabeth Turner. Pretende negociar el cese del ataque a Port Royal a cambio del medallón dorado que lleva al cuello, trato al que Barbossa accede, aunque poco después es engañada y secuestrada a bordo del barco. Al día siguiente después del ataque pirata, Will trata de convencer al comodoro Norrington que lo ayude a rescatar a Elizabeth, sin embargo, este último rechaza su oferta. Tras no conseguir el apoyo del comodoro, Will opta por convencer a Sparrow de que lo ayude a encontrar a Elizabeth, que esta a bordo del barco Perla Negra, a cambio de sacarlo de la cárcel donde lo tienen apresado, trato que este acepta al saber que el apellido de Will es Turner. Ambos se hacen con el HMS Interceptor, un barco de la Armada Real y parten en busca de la chica. Mientras navegan, Sparrow hace saber a Will que es hijo de un pirata llamado William "Bootstrap Bill" Turner, antiguo camarada suyo y un buen hombre.
Mientras tanto, en el barco Perla Negra, Barbossa le explica a Elizabeth por qué tienen tanto empeño en conseguir el medallón dorado que tiene en su poder, el cual resulta que se trata de oro azteca maldito, el cual tiene en total 882 piezas que le fueron entregadas en un cofre de roca al conquistador Hernán Cortés en persona, ya que le pagaron para que acabara con la horrenda masacre 
 que causaban sus ejércitos a los indígenas locales, pero la codicia de Cortés era insaciable y en consecuencia de eso los dioses aztecas pusieron una maldición, a quien robara el oro o que cualquier mortal que se atreviera a sacar, aunque sea una de las piezas de oro de su cofre de piedra, serían castigados por toda la eternidad y como parte de la maldición, los que robaran el oro se volverían inmortales, pero no podrán sentir absolutamente nada y se transformarían en esqueletos vivientes a la luz de la luna llena. Por lo que ahora los piratas están obligados a encontrar todas las monedas del cofre de piedra que habían ido malgastando en mujeres y alcohol con el paso de los años, pero lo que Elizabeth ignora completamente es que para deshacer la maldición es necesario hacer un pago de sangre y que necesitan la sangre de "Bootstrap Bill" —o la de su descendencia— y al decir que ella se apellidaba Turner, los piratas asumieron que ella era su hija. Mientras tanto, Jack y Will deciden hacer una parada en la isla Tortuga para encontrarse con el ex-tripulante de la Marina Real y ahora pirata Joshamee Gibbs, quien les consigue una tripulación para ayudarlos a manejar el inmenso barco con el que se habían hecho. Jack y su nueva tripulación se dirigen a la legendaria Isla de la Muerte porque saben que es allí donde estará Barbossa. Jack utiliza su brújula mágica para llegar allí, puesto que es un lugar del que nadie conoce la ruta, excepto por aquellos que conocen en donde está. Durante la travesía, Gibbs cuenta a Turner que en realidad el "Perla Negra" pertenecía hace varios años a Sparrow y que Barbossa, el segundo al mando, se amotinó en contra de él, junto con toda la tripulación del barco y abandonaron a Jack en una pequeña isla desierta, dejándole su pistola con un tiro para que se suicidara o que se volviera demente con el calor sofocante de aquella isla, pero que al escapar, Sparrow juró usar ese único tiro contra Barbossa. En la Isla de la Muerte, la tripulación maldita guarda todo el oro azteca recuperado en un cofre y es allí donde pretenden acabar con la maldición mediante el pago de sangre. Durante un ritual, Barbossa hace un corte en la mano de Elizabeth y lanza su medallón al cofre con la esperanza de que la maldición desaparezca. Sin embargo, tal hecho no sucede, por lo que Will y Jack, que habían desembarcado en la isla, aprovecharan el momento de confusión: Will consigue rescatar a Elizabeth —que había tomado de nuevo el medallón— de la isla, dejando allí a Jack inconsciente, puesto que sospechaba que pretendía entregarle a los piratas de Barbossa a cambio del "Perla Negra", además de temer por la vida de Elizabeth. La tripulación del "Interceptor" se acoge al código pirata y se marchan sin su capitán.
Jack consigue salvar su vida al prometer a Barbossa que le entregará el nombre de la persona que necesitan, Will, para acabar con la maldición. Barbossa persigue al "Interceptor" y se libra una violenta batalla naval entre los dos barcos, que acaba con toda la tripulación del "Interceptor" hecha prisionera por Barbossa y el barco destruido en mil pedazos. Por otro lado Will, sabiendo que ahora necesitan su sangre para acabar con la maldición, amenaza con dispararse un tiro en la cabeza y caer al mar si no liberan a Elizabeth y al resto de la tripulación. Por su parte, Barbossa acepta el trato, pero Will olvida mencionar dónde y cómo liberará a la tripulación, por lo que Elizabeth y Jack son abandonados en una isla, un lugar familiar para Jack, ya que allí lo abandonó por primera vez Barbossa cuando se amotinó. Luego de ser abandonados, Jack le cuenta a Elizabeth que fue en esta isla donde pasó tres días bebiendo ron tras ser abandonado a su suerte, hasta que un barco de traficantes de ron aparecieron en la isla, la cual usaban como guarida para el ron que ellos traficaban y lo recogieron en el proceso. La leyenda, sin embargo, cuenta que Jack había escapado de la isla amarrando tortugas. Hacen una pequeña fiesta alrededor de una fogata y Jack se emborracha bebiendo ron. Al día siguiente cuando despierta con resaca, ve cómo ella está usado todo el ron de la isla para hacer un enorme incendio y usar el humo como señal con la esperanza de que un barco lo note. Gracias a la señal acuden el comodoro Norrington y el gobernador Swann, volviendo a hacer prisionero a Jack. El gobernador Swann no está dispuesto a ir a rescatar a Will, pero Elizabeth convence al comodoro de que vaya a por él como regalo de bodas. Ante la expectativa de casarse con ella, el comodoro acepta. Jack propone un plan al comodoro para tender a los piratas una emboscada.
De vuelta en la isla de la Muerte, Barbossa intenta sacrificar a Will para pagar la deuda de sangre con tal de no cometer el mismo error de la última vez. Jack llega a la reunión en donde está Barbossa e interrumpe el sacrificio diciendo que la Marina Real los espera afuera, por lo que sería mejor acabar con la maldición cuando los hayan vencido. Mientras le comenta su plan a Barbossa y sin que este ni nadie de la tripulación lo notara, excepto Will, Jack aprovecha la ocasión para robar una de las monedas del cofre. En la costa, el buque de la Marina Real es emboscado por los piratas malditos, que cuentan con la ventaja de la inmortalidad. Elizabeth escapa del barco y aborda el "Perla Negra", el cual apenas cuenta con poca vigilancia, para rescatar a Gibbs y al resto de la tripulación de Jack que estaba allí apresada. Sin embargo, estos declinan ayudarla, puesto que ya tienen al barco "Perla Negra" en su poder.
Con la mayoría de piratas en la batalla, Jack ataca por sorpresa a Barbossa y cuando este le clava su espada, a la luz de la luna y convertido en un esqueleto le muestra la moneda que tomo del cofre, quedando los dos en igualdad de condiciones. Will y Elizabeth también luchan contra los pocos piratas que habían quedado en la cueva. En medio del combate, Jack consigue devolver al cofre su pieza del oro azteca que tomo, a la vez que Will entrega la suya (ambas piezas mojadas con sus respectivas sangres) y con la maldición acabada, Sparrow dispara su único tiro mortal contra Barbossa. Al acabarse la maldición, los piratas que habían ido a atacar la Marina Real vuelven a ser mortales, por lo que son reducidos y apresados. Puesto que la tripulación de Jack había escapado a bordo del Perla Negra, Jack queda nuevamente a merced del comodoro y la Marina Real.
De vuelta en Port Royal, Sparrow es condenado a la horca por sus actos de piratería, pero Will y Elizabeth, no pueden tolerar que ejecuten a un buen hombre y tratan de ayudarlo a escapar. Elizabeth ayuda a su vez fingiendo un desmayo y desviando la atención del comodoro, pero el intento de escape no funciona y ambos son acorralados por la guardia del gobernador. Tras una conversación con el comodoro, que se da cuenta de que Elizabeth no lo ama, Will es dejado en libertad. Jack Sparrow, por su parte logra escabullirse de sus captores, pero acaba cayendo accidentalmente por un acantilado al océano y es recogido poco después por su tripulación a bordo del "Perla Negra", quienes habían decidido regresar a buscarlo, considerando además que el Código es una guía sin reglas. En el fuerte, el comodoro ordena un plazo de un día de tregua antes de reiniciar la persecución de Jack y el "Perla Negra", como recompensa a sus recientes acciones. Por su parte, Will y Elizabeth se besan con pasión, mostrando al padre de ella a quién ha elegido como su prometido.
En una escena poscréditos, aparece Jack —el mono de Barbossa— llegando al interior de la cueva y toma nuevamente una de las piezas del oro azteca, por lo que su maldición continuará.

## Reparto
- Johnny Depp como el capitán Jack Sparrow: un excéntrico y traicionero pirata conocido por su tambaleante forma de andar, su habla casi en susurro y sus continuos gestos con las manos. Se ha ganado una reputación con historias inventadas de cómo escapó de una isla desierta en la que fue abandonado. Está decidido a recuperar su barco, Perla Negra, del que fue capitán diez años antes y que perdió tras un motín. El papel fue escrito para Hugh Jackman, sin embargo, por aquel entonces no era demasiado conocido fuera de su Australia natal, por lo que Disney contrató a Depp para ser Jack.[5] Depp encontró el guion peculiar: en vez de buscar un tesoro, la tripulación pirata trataba de deshacer una maldición que les perjudicaba; además, el tradicional motín ya había tenido lugar.[6] Inicialmente Sparrow iba a ser, según Bruckheimer, «un joven Burt Lancaster, solo un engreído pirata». Depp se sorprendió al saber que el resto del reparto iba a interpretar sus personajes de forma tradicional.[7] Tras documentarse sobre los piratas del siglo XVIII, Depp los comparó con las actuales estrellas del rock y decidió basar su interpretación en Keith Richards.[8] Aunque Verbinski y Bruckheimer permitieron a Depp seguir ese camino, en parte porque Bloom ya interpretaba al tradicional personaje al estilo de Errol Flynn,[6] los ejecutivos de Disney se mostraron confusos, preguntándose si el personaje de Depp estaba borracho o era gay. El director ejecutivo Michael Eisner proclamó durante una proyección que «¡Está arruinando la película!»,[7] a lo que Depp contestó: «Estas son las decisiones que he tomado. Ya conocen mi trabajo. Así que confíen en mí o échenme».[8] Contó en España con el doblaje de Luis Posada y en Hispanoamérica con el de Ricardo Tejedo.[9][10]

- Geoffrey Rush como el capitán Hector Barbossa: capitán de la Perla Negra, que fue el segundo de a bordo de Jack Sparrow y que lideró el motín contra él diez años antes. Junto a su tripulación, robó el tesoro de oro azteca maldito, por lo que están condenados a vagar eternamente, convirtiéndose en esqueletos vivientes a la luz de la luna. Verbinski eligió a Rush para el papel de Barbossa, ya que sabía que no intentaría darle una excesiva complejidad, sino la del clásico villano que acompañara al tono de la historia.[6] En España fue doblado por Mario Gas y en Hispanoamérica por Jesse Conde.[9][10]

- Orlando Bloom como Will Turner: un humilde aprendiz de herrero que trabaja en Port Royal y que está enamorado de Elizabeth Swann. Will deberá lidiar con el hecho de que su padre, "Bootstrap" Bill, fue un pirata, algo desconocido para él, y un buen hombre al mismo tiempo. Finalmente, a pesar de considerarse un hombre honrado, termina convirtiéndose en 'un pirata'. Bloom leyó el guion después de que Geoffrey Rush, con quien había trabajado en Ned Kelly, sugeriría su nombre para el papel.[11] Su voz en España e Hispanoamérica fue doblada por Raúl Llorens y Raúl Aldana (actor) respectivamente.[9][10] Dylan Smith interpreta el rol en la escena inicial, cuando el personaje es aún un niño.

- Keira Knightley como Elizabeth Swann: hija del gobernador Weatherby Swann, a Elizabeth le atrae el mundo de la piratería desde niña. Durante el ataque de la Perla Negra a Port Royal, dice que su apellido es Turner y es confundida con la hija de "Bootstrap" Bill. Se enamora de Will Turner. Es valiente y decidida. Knightley fue una sorpresa para el director Gore Verbinski; no había visto su actuación en Bend It Like Beckham y quedó impresionado con su audición para el papel.[6] Nuria Trifol la dobló en España y Xóchitl Ugarte en Hispanoamérica.[9][10] El papel es interpretado en su versión infantil por Lucinda Dryzek, durante la escena inicial.

- Jack Davenport como el comodoro James Norrington: un oficial de la Marina Real Británica que está enamorado de Elizabeth y es un firme enemigo de la piratería. Su doblaje en España corrió a cargo de Eduard Farelo y en Hispanoamérica de Gerardo Reyero.[9][10]

- Kevin R. McNally como Joshamee Gibbs: amigo de Jack Sparrow y su primero de a bordo, que una vez fue miembro de la Marina Real. Es el más fiel a Jack, y suele ser uno de los que cuenta historias de él. Doblado por Lluís Marco en España y Humberto Vélez en Hispanoamérica.[9][10]

- Zoe Saldaña como Ana María: pirata que se une a la tripulación de Jack Sparrow para buscar la Isla de la Muerte. Él le promete el Interceptor para persuadirla, ya que le robó su anterior barco. Doblada por María Moscardó en España y Rosalba Sotelo en Hispanoamérica.[9][10]

- Jonathan Pryce como el gobernador Weatherby Swann: Gobernador de Jamaica, instalado en Port Royal, y padre de Elizabeth Swann. Tom Wilkinson estuvo en negociaciones para el papel,[12] que fue finalmente para Pryce, del que Depp es un gran admirador.[6] Doblado en España por Claudi García y en Hispanoamérica por Arturo Mercado.[9][10]

- Treva Etienne como el pirata maldito Koehler.

- David Bailie como el pirata mudo Cotton.

- Lee Arenberg como Pintel: uno de los piratas malditos de la Perla Negra. Junto con Ragetti, se vistieron de mujer para distraer a los marineros del Dauntless y permitir que los piratas malditos lo abordaran. Ambos actúan como una pareja cómica. Contó con el doblaje de Miquel Cors en España y Rubén Trujillo en Hispanoamérica.[9][10]

- Mackenzie Crook como Ragetti: pirata de la Perla Negra, compañero de Pintel y que tiene un ojo de madera. Doblado por José Luis Mediavilla en España y Eduardo Tejedo en Hispanoamérica.[9][10]

- Trevor Goddard como el pirata maldito Pinza.

- Isaac C. Singleton Jr. como el Contramaestre de la Perla Negra. (Llamado "Bo'sun" en el idioma original).

- Brye Cooper como el pirata maldito Mallot.

- Damian O´Hare como el teniente Gillette.

- Giles New y Angus Barnett como los oficiales Murtogg y Mullroy.

- Michael Berry Jr. como el pirata maldito Twigg.

- Ralph P. Martin como el Sr. Brown. Jefe de la herrería de Will.

- Greg Ellis como el teniente Theodore Groves. (Es acreditado como "Oficial", no se conoce su nombre hasta la tercera película).

- Vince Lozano como el pirata maldito Jacoby.

- Martin Klebba como Marty, un pirata enano

- Christopher S. Capp interpreta la voz del Loro de Cotton. (No es acreditado).

## Producción

### Desarrollo
A principios de la década de 2000 Walt Disney Pictures estaba interesado en producir una película de piratas basada en su popular atracción «Pirates of the Caribbean» de sus parques temáticos. Sin embargo, tenía incertidumbre sobre si debía ser un filme para ser proyectado en salas de cine o un lanzamiento directo en formato de video doméstico. En 2001 el estudio contrató a Jay Wolpert para escribir un guion tomando como referencia un bosquejo redactado por los ejecutivos Brigham Taylor, Michael Haynes y Josh Harmon, en el que el guardia de prisión Will Turner libera al pirata Sparrow para que rescate a Elizabeth, secuestrada por el capitán Blackheart. Si la película era lanzada en cines su principal candidato para interpretar a Sparrow era Matthew McConaughey por su parecido a Burt Lancaster, inspiración original del personaje. Pero si decidían lanzarla directo a vídeo, los más viables para el estudio eran los actores Christopher Walken o Cary Elwes.
En marzo de 2002 Stuart Beattie, especializado en piratería, empezó a rescribir el guion de Wolpert. Uno de sus aportes fue el nombre del pirata protagonista, «Jack», el cual provino del apellido del actor Hugh Jackman, que a su parecer debía ser el encargado de personificarlo. Otros actores considerados para este rol fueron Jim Carrey, que en ese entonces estaba grabando su participación en Bruce Almighty (2003), y Michael Keaton. Dick Cook, entonces presidente de Walt Disney Studios, trató de convencer al productor Jerry Bruckheimer para unirse al proyecto, pero este rechazó el guion al considerarlo como «una historia de piratas demasiado típica». Ese mismo mes, Cook contrató a los guionistas Ted Elliott y Terry Rossio, que ya habían pensado en una historia de piratas con elementos sobrenaturales a principios de la década de 1990. Para entonces seguían pensando que el argumento central de la película debía versar sobre una maldición sobrenatural, de manera coincidente a la narración que acompaña a la atracción mecánica. Dos meses después, Gore Verbinski firmó para hacerse cargo de la dirección, atraído por la idea de utilizar tecnología vanguardista para retomar un género que había permanecido en la sombra desde la «época de oro» de Hollywood además de ciertas anécdotas de su infancia relacionadas con la atracción de los parques temáticos. Esto lo motivó para «rendir homenaje al [tono] tenebroso y divertido» de la atracción.
A pesar de que Cook era fiel defensor de adaptar las atracciones de Disneyland en películas, el fracaso en taquilla de The Country Bears (2002) hizo que Michael Eisner detuviera la producción de Piratas del Caribe. Pese a ello, Verbinski mantuvo a sus artistas conceptuales trabajando en la película, y cuando Eisner fue a visitarle, quedó asombrado por el material que habían creado. Como se cuenta en el libro DisneyWar, Eisner inquirió en lo elevado que resultaría el presupuesto de la película a lo que Bruckheimer contestó: «Tu competencia se ha gastado 150 millones de dólares», en referencia a franquicias como El Señor de los Anillos y Matrix. Eisner accedió, pero teniendo el mal recuerdo de la anterior adaptación de la atracción de un parque temático, le pidió a Verbinski y Bruckheimer que eliminaran del guion algunas de las referencias más evidentes de la atracción, como una escena en la que Sparrow y Turner entraban en una cueva a través de una cascada.

### Rodaje

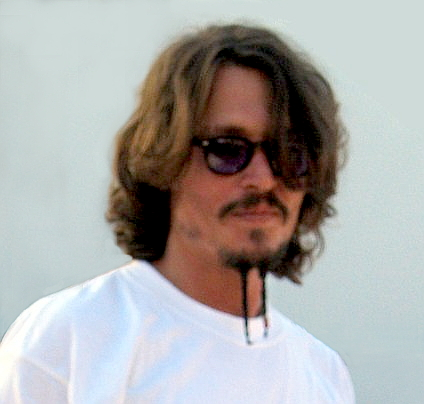
Depp durante el rodaje. Además del músico Keith Richards, Depp comentó que otra de sus inspiraciones para el papel había sido el personaje animado de los Looney Tunes Pepe Le Pew.

Verbinski quería que la película fuese una ficción fantástica, pero a la vez histórica. Muchos de los actores llevaban partes postizas y lentillas. Depp llevaba lentillas que actuaban como gafas de sol, mientras que Rush y Lee Arenberg llevaban lentillas sin brillo para dar a sus personajes un tono más siniestro. Mackenzie Crook usaba dos tipos de lentillas para representar el ojo de madera de su personaje. Además, se tiñeron la dentadura y la piel para mostrar el rastro del escorbuto mientras que Depp se puso un diente de oro, el cual olvido retirar tras la filmación. Depp además utilizó una pistola auténtica fabricada en 1760 en Londres, que el estudio compró a un distribuidor en Connecticut. El equipo de rodaje se pasó cinco meses creando la caverna en la que Barbossa y su tripulación se reunían para intentar hacer desaparecer su maldición, añadiéndole cinco pies de agua, 882 medallones aztecas, y pintura dorada a las rocas de espuma de poliestireno para obtener más realismo como cueva de un tesoro. El equipo también construyó el fuerte de Port Royal en Rancho Palos Verdes, California y el palacio del gobernador Swann en Manhattan Beach, California. Un incendio acaeció en septiembre de 2002, causando 525.000 dólares en daños, aunque nadie resultó herido.
Los cineastas eligieron San Vincente como principal localización para el rodaje, ya que era la zona más tranquila de playa que pudieron encontrar, dónde se construyeron los muelles de Port Royal y Tortuga. Una de las construcciones más importantes de la película fueron los tres barcos que aparecen: la Perla Negra, el Dauntless y el Interceptor. Por razones de presupuesto, los barcos fueron construidos en muelles, con sólo seis días para rodar la batalla entre la Perla Negra y el Interceptor. El Dauntless y la Perla Negra fueron construidos en barcazas, con retoques realizados por ordenador. El Perla Negra fue también construido sobre un Hughes H-4 Hercules, con el fin de controlar la niebla y la iluminación. El Interceptor fue un Lady Washington remodelado y totalmente repintado tras hacer un viaje de 40 días desde Aberdeen hasta Washington. Se construyó un modelo en miniatura para la escena de la tormenta.
El rodaje comenzó el 9 de octubre de 2002 y finalizó en marzo de 2003. El rodaje sólo tuvo dos accidentes: cuando Jack Sparrow roba el Interceptor, tres de las cuerdas de sujeción del Dauntless no se rompieron cuando debían, y cuando lo hicieron lanzaron algunos escombros a la rodilla de Depp, aunque no resultó herido. El segundo incidente fue que el pequeño barco con el que Sparrow llegaba a Port Royal se hundió. En octubre, el equipo estaba rodando escenas en Rancho Palos Verdes, en diciembre continuaron en San Vicente y las Granadinas, y en enero continuaron en la caverna construida en Los Ángeles. El guion a menudo sufría cambios cuando Elliott y Rossio estaban en el set de rodaje, con añadidos como cuando Gibbs (Kevin McNally) le cuenta a Will la historia de cómo Sparrow escapó de la isla desierta y se escribieron las escenas de Pryce en la batalla final para empatizar con el público.
Debido a la corta duración del rodaje, Industrial Light & Magic inmediatamente comenzó el trabajo con los efectos visuales. A pesar de que las formas esqueléticas que los piratas revelan ser a luz de la luna ocupan relativamente poco tiempo en pantalla, el equipo sabía que sus formas generadas por computadora tenía que convencer y mantener las características de los actores, o la transición no iba a funcionar como querían. Cada escena dónde se aprecian las formas esqueléticas fue rodada dos veces: una con los actores y otra sin ellos, para poder añadir los esqueletos de forma digital, una tarea complicada por la decisión de Verbinski de rodar las batallas con cámaras de mano. Los actores debieron volver a rodar, además, esas escenas en escenarios de captura de movimiento. Con el rodaje terminando sólo cuatro meses antes del estreno, Verbinski pasó 18 horas al día en la sala de edición, durante la cual se editaron 600 tomas para añadir efectos, 250 de las cuales simplemente requerían eliminar barcos modernos de la pantalla.

### Música
Verbinski dirigió la creación de la banda sonora con Klaus Badelt y Hans Zimmer, que dirigió 15 compositores para terminarla rápidamente.
El compositor Alan Silvestri, que había trabajado con Verbinski en MouseHunt y The Mexican, fue originalmente contratado para escribir las partituras de The Curse of the Black Pearl. Sin embargo, surgieron diferencias creativas entre él y el productor Jerry Bruckheimer, por lo que Silvestri respetuosamente abandonó el trabajo sin haber grabado nada. Gore Verbinski preguntó a Hans Zimmer, con quien trabajó en The Ring, si quería hacerse cargo. Zimmer declinó debido al cúmulo de trabajo que tenía, ya que en ese momento estaba trabajando en la banda sonora de El último samurái. Como resultado Verbinski acudió a Klaus Badelt, un compositor nobel que había trabajado en Remote Control Productions tres años.
Zimmer, sin embargo, terminó colaborando con Badelt para escribir la mayoría de los temas principales, muchos de los cuales surgieron de una demo sintetizada que había creado. Esta demo contenía las primeras versiones de tres de los temas finales del álbum, entre ellos He's A Pirate. Dado que el calendario era muy apretado y la música se necesitaba para la película en tres semanas, otros siete compositores —Ramin Djawadi, James Dooley, Nick Glennie-Smith, Steve Jablonsky, Blake Neely, James McKee Smith, y Geoff Zanelli— ayudaron a orquestar la música. La banda sonora se grabó con un grupo de músicos, reconocido como el Hollywood Studio Symphony, en el transcurso de cuatro días. El corto período de tiempo exigido requirió el uso de un estudio de grabación diferente para cada sesión.

## Recepción

### Taquilla
La película fue un éxito comercial, pero antes de ser estrenada, muchos periodistas auguraron que Piratas del Caribe sería un fracaso. Las películas de piratas no habían sido exitosas desde hacía años, con Cutthroat Island (1995) como fracaso más reciente. La película estaba basada en una atracción de parque temático y Johnny Depp, más conocido por actuar en películas de culto, era un actor principal con pocos resultados en taquilla. Walt Disney Pictures arriesgó mucho al aceptar que fuera la primera película PG-13 del estudio. No obstante, Disney confió lo suficiente como para añadirle el subtítulo The Curse of the Black Pearl a la película para dar pie a posibles secuelas y para atraer a los niños más mayores. A Verbinski no le gustaba el nuevo título, ya que en la película es el oro azteca el que está maldito en lugar del barco, por lo que pidió que el subtítulo fuese más difícil de leer en el póster que el título principal. La confianza del estudio fue devuelta: Pirates of the Caribbean: The Curse of the Black Pearl acabó como número uno, recaudando 46 630 690 dólares, en su primer fin de semana y 70 625 971 desde su lanzamiento en miércoles. Llegó a recaudar 654 264 015 dólares en todo el mundo (305 413 918 en Estados Unidos y 348 850 097 en el resto del mundo) y se convirtió en la cuarta película más taquillera de 2003.
| País                                   | Recaudación  |
| -------------------------------------- | ------------ |
| Alemania                               | $44 650 393  |
| Argentina                              | $2 659 016   |
| Australia                              | $18 476 252  |
| Austria                                | $5 623 202   |
| Chile                                  | $939 184     |
| China                                  | $2 980 000   |
| Egipto                                 | $216 536     |
| España                                 | $27 158 123  |
| Estados Unidos                         | $305 413 918 |
| Finlandia                              | $2 092 881   |
| Francia Argelia Mónaco Marruecos Túnez | $22 139 594  |
| Grecia                                 | $3 528 750   |
| Hong Kong                              | $1 260 924   |

| País                      | Recaudación |
| ------------------------- | ----------- |
| Hungría                   | $494 939    |
| Italia                    | $19 028 837 |
| Japón                     | $59 861 990 |
| México                    | $10 953 762 |
| Nueva Zelanda Fiyi        | $2 773 373  |
| Noruega                   | $4 492 069  |
| Países Bajos              | $7 181 017  |
| Polonia                   | $1 640 275  |
| Reino Unido Irlanda Malta | $47 531 328 |
| República Checa           | $1 166 187  |
| Rusia                     | $9 060 000  |
| Sudáfrica                 | $1 575 272  |
| Taiwán                    | $1 827 556  |
| Turquía                   | $1 420 275  |

### Crítica

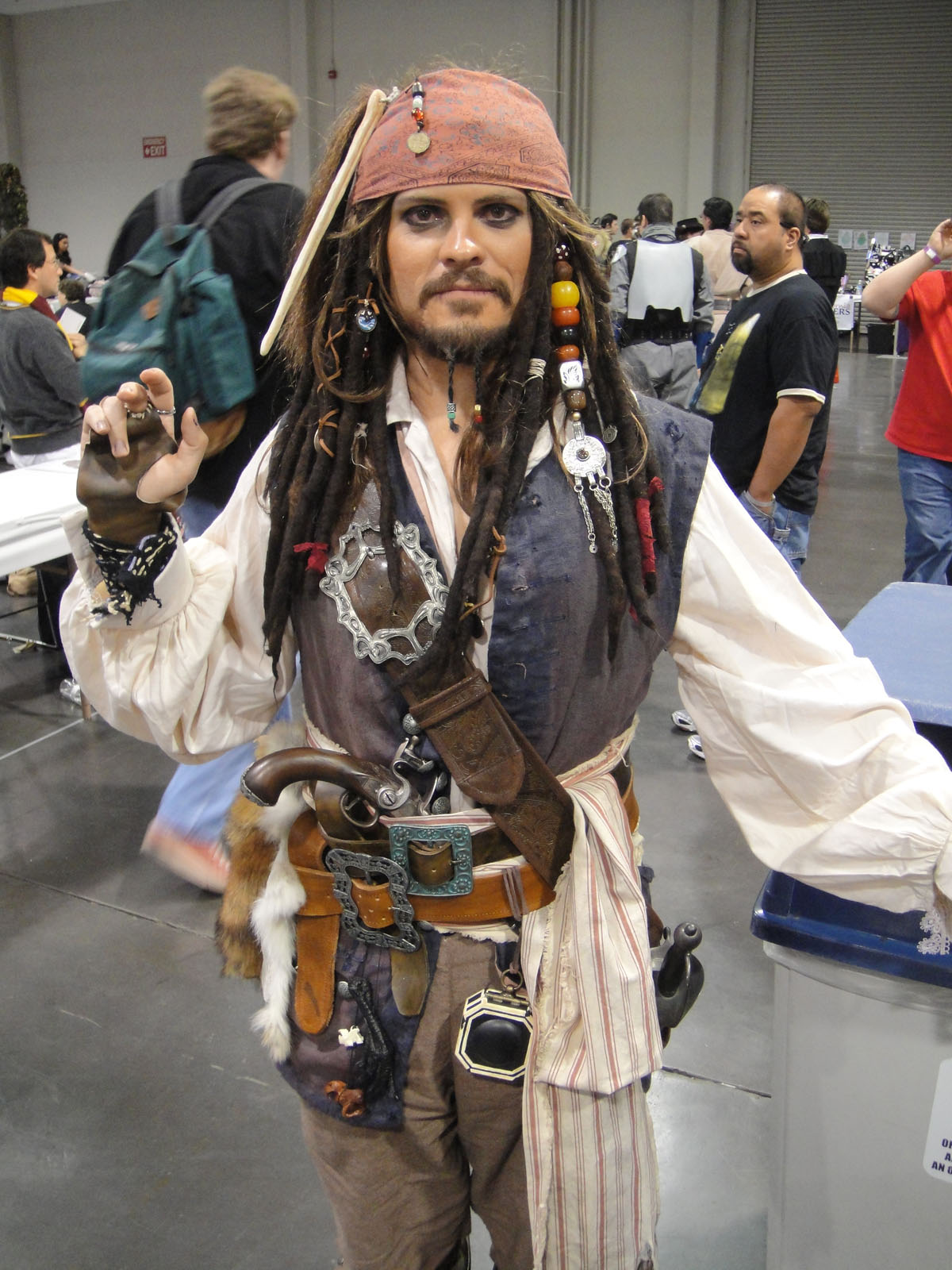
Fan disfrazado de Jack Sparrow. El personaje fue muy bien acogido por el público en general. La revista Empire lo nombró el octavo mejor personaje de todos los tiempos e IMDb le colocó el segundo mejor héroe de acción, tras Indiana Jones.

En Tomatazos (Rotten Tomatoes en Latinoamérica) el 78 % de 196 críticas fueron positivas, lo que hizo que dieran una nota media a la película de 7.1/10. En Metacritic, que asignan una media ponderada, la película recibió una puntuación de 64 basado en 40 críticas. Alan Morrison de Empire comentó que era "el mejor blockbuster del verano", aclamando todas las actuaciones cómicas a pesar de su decepción con las secuencias "de capa y espada". Roger Ebert alabó las interpretaciones de Depp y Rush: "Se puede decir que la interpretación [de Depp] es original en cada átomo. Nunca ha habido un pirata, o en realidad un ser humano, como este en cualquier otra película... su comportamiento muestra un estilo de vida basado en el ensayo". Sin embargo, comentó que la película le resultó demasiado larga, algo compartido por la crítica negativa de Kenneth Turan, que escribió: "pasa demasiado tiempo con los miembros del reparto que interpretan a los piratas (ni de lejos tan entretenido como todo el mundo supone) y en sobrevaloradas escenas de aventuras", a pesar de que también disfrutó de la interpretación de Depp.

### Premios
Por su actuación como el capitán Jack Sparrow, Johnny Depp ganó el premio al mejor actor en los Premios del Sindicato de Actores, en los Premios MTV Movie y en los Premios Empire, además de estar nominado para el mismo premio en los Globos de Oro, los Premios BAFTA y en la 76.ª Ceremonia de los Oscar, en la que The Curse of the Black Pearl estuvo nominada al mejor maquillaje, edición de sonido, mejor sonido y mejores efectos visuales. The Curse of the Black Pearl ganó el premio al mejor maquillaje y peluquería en los Premios BAFTA, un Premios Saturn por mejor vestuario, un Golden Reel Award por la mejor edición de sonido, dos VES Award por efectos visuales y el People's Choice Awards en la categoría Película Favorita.
| Año  | Categoría                | Persona                                                     | Resultado  |
| ---- | ------------------------ | ----------------------------------------------------------- | ---------- |
| 2003 | Mejor actor              | Johnny Depp                                                 | Candidato  |
| 2003 | Mejor sonido             | Christopher Boyes David Parker David E. Campbell Lee Orloff | Candidatos |
| 2003 | Mejores efectos sonoros  | Christopher Boyes George Waters II                          | Candidatos |
| 2003 | Mejor maquillaje         | Ve Neill Martin Samuel                                      | Candidatos |
| 2003 | Mejores efectos visuales | John Knoll Charles Gibson Terry D. Frazee Hal T. Hickel     | Candidatos |

| Año  | Categoría                      | Persona     | Resultado |
| ---- | ------------------------------ | ----------- | --------- |
| 2003 | Mejor actor- comedia o musical | Johnny Depp | Candidato |

| Año  | Categoría                     | Persona                                                                      | Resultado  |
| ---- | ----------------------------- | ---------------------------------------------------------------------------- | ---------- |
| 2003 | Mejor actor                   | Johnny Depp                                                                  | Candidato  |
| 2003 | Mejor diseño de vestuario     | Penny Rose                                                                   | Candidata  |
| 2003 | Mejor sonido                  | Christopher Boyes George Waters II David Parker David E. Campbell Lee Orloff | Candidatos |
| 2003 | Mejor maquillaje y peluquería | Ve Neill Martin Samuel                                                       | Ganadores  |
| 2003 | Mejores efectos visuales      | John Knoll Charles Gibson Terry D. Frazee Hal T. Hickel                      | Candidatos |

| Año  | Categoría   | Persona     | Resultado |
| ---- | ----------- | ----------- | --------- |
| 2003 | Mejor actor | Johnny Depp | Ganador   |

## Formato doméstico
Las ediciones en DVD y VHS fueron lanzadas cinco meses después de su estreno en cines, el 2 de diciembre de 2003, vendiendo once millones de copias en la primera semana, un récord para películas de acción real. Amasó 235 300 000 dólares en ventas de DVD a partir de enero de 2004. El DVD contiene dos discos con tres pistas de comentarios en audio (Johnny Depp y Gore Verbinski; Jerry Bruckheimer, Keira Knightley y Jack Davenport; y el equipo de guionistas), varias escenas eliminadas, documentales y un capítulo de 1968 de Disney anthology television series sobre la atracción mecánica. La edición especial de tres discos fue lanzada en noviembre de 2004.
UMD lanzó otra versión el 19 de abril de 2005. La versión en Blu-ray Disc fue lanzada en 22 de mayo de 2007. La película fue una de las primeras en ser vendidas en iTunes Store.